# Sztuczne nasiona

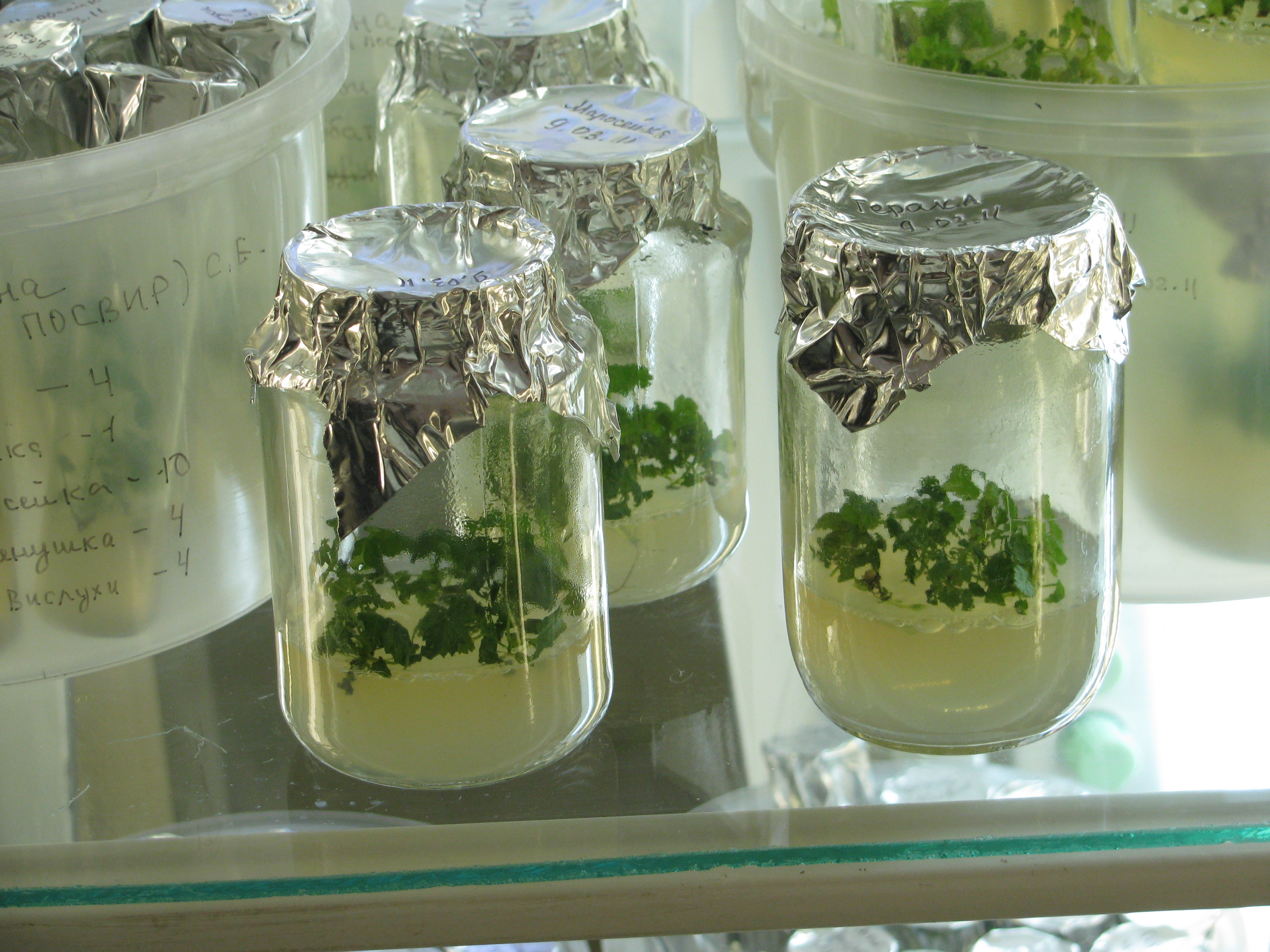
Początkowo rośliny ze sztucznych nasion uzyskanych metoda suchą uprawiane są w warunkach in vitro

Sztuczne nasiona – zarodki roślin uzyskane metodami biotechnologicznymi w hodowli in vitro, służące do rozmnażania elitarnych odmian roślin. Zarodki uzyskiwane są w wyniku przeprowadzenia embriogenezy somatycznej. Po wykształceniu mogą być suszone lub utrwalane w innej formie, co umożliwia ich przechowanie podobnie jak nasion naturalnych. Technologia uzyskiwania sztucznych nasion rozwijana jest od lat 60. XX wieku, jednak jej zastosowanie komercyjne jest ograniczone. Nasiona uzyskiwane w wyniku embriogenezy somatycznej zapewniają pełną kontrolę nad genotypem uzyskiwanych roślin, co nie jest możliwe przy rozmnażaniu płciowym. Rozwój technologii sztucznych nasion jest atrakcyjną perspektywą w rolnictwie oraz sadownictwie i leśnictwie.

## Uzyskiwanie
Stosowane są dwie metody produkcji sztucznych nasion. Pierwsza z nich, określana jako mokra, polega na otoczeniu zarodka kapsułką z hydrożelu. Otoczka żelowa spełnia funkcję analogiczną do bielma. Zwykle ma skład pożywki MS oraz zawiera substancję żelującą, którą może być alginian, karaginian, agar, pektan sodu, guma tragakant lub karboksymetyloceluloza. Stwierdzono, że dodatek sacharozy do otoczki nie wpływa na proces kiełkowania. Otoczka z hydrożelu może być dodatkowo pokryta warstwą chroniącą przez utratą wody. Druga z metod polega na wysuszeniu zarodka w stadium dojrzałości i pokryciu warstwą zabezpieczającą. Jest to tak zwana metoda sucha. Jedną ze stosowanych do tego celu substancji jest polioksyetylen. W drugiej fazie dojrzewania zarodki przeznaczane na nasiona suche poddawane są działaniu kwasu abscysynowego. Zapewnia to odporność zarodków na suszenie.  Uzyskane tą metodą sztuczne nasiona mogą być przechowywane przez co najmniej 169 tygodni w temperaturze -25 °C. Sztuczne nasiona uzyskane metodą suchą są pozbawione materiałów zapasowych, dlatego przed wysianiem poddawane muszą być procesowi regeneracji i hodowli na pożywkach. Dopiero sadzonki z takich roślin wysadzane są do gleby. Uzyskane nasiona muszą wykazywać się zdolnością do kiełkowania i konwersji (rozwoju korzonka zarodkowego i merystemu pędu z wykształceniem właściwego fenotypu).